# Gåstjärnen (Rättviks socken, Dalarna)
Gåstjärnen är en sjö i Rättviks kommun i Dalarna och ingår i Dalälvens huvudavrinningsområde.